# Museo Shalom Europa
El Museo Shalom Europa es un museo judío que trata la historia y actualidad de los judíos de la Baja Franconia. Está ubicado en Wurzburgo (Baviera), Alemania.
El museo pertenece a la comunidad judía Shalom Europa, cuyo centro cultural (el Centro Johanna Stahl de Historia y Cultura Judía en la Baja Franconia) fue inaugurado en 2006, siendo un proyecto conjunto de la comunidad judía, el distrito de Baja Franconia y la Asociación de Empresarios de la Ciudad Vieja de Wurzburgo. Tanto el museo como el centro cultural del que forma parte cuentan con el apoyo del distrito de la Baja Franconia y la ciudad de Wurzburgo.

## Descripción
El museo se centra en dos temas principales: la vida judía tradicional y sus fundamentos teológicos (desde el punto de vista del judaísmo ortodoxo), y los 900 años de vida judía en Wurzburgo. Se destaca por su enfoque en la ortodoxia judía, a diferencia de otros museos judíos de la región.
Esta temática, junto al Holocausto, conforman la práctica totalidad de material reunido en la sala de exhibiciones del museo, con una breve presentación de su historia.

### Contexto histórico
Tras la expulsión de los judíos de Baviera por parte de los príncipes-obispos en 1643, Wurzburgo perdió a la totalidad de su comunidad judía. Solo en 1803, diez años antes de la emancipación judía en Baviera, los judíos empezaron a volver a Wurzburgo.
Curiosamente, durante el siglo xix el Reino de Baviera apoyaba la orientación ortodoxa del judaísmo local en torno al rabino de Bamberg, y en detrimento de la comunidad de Fürth que promovía con vehemencia las corrientes liberales del judaísmo, con el gran rabino Isaac Loewi a la cabeza, quien se había posicionado contra la ortodoxia.
Aunque no sería hasta 1834 que se fundaría la comunidad judía de la Baja Franconia, mientras que en Fürth ya había alrededor de 2500 judíos organizados en torno a una comunidad liberal. Este conflicto ideológico se reflejaba también en la educación: mientras que en Fürth se había cerrado en 1829 la escuela talmúdica ortodoxa, en la recién nombrada ciudad universitaria de Wurzburgo se inauguró en 1864 un instituto de formación de maestros ortodoxos. Este resurgir del judaísmo ortodoxo, apoyado por el Reino de Baviera, se hizo patente sobre todo en la Baja Franconia, por lo que el espacio museístico de la comunidad local se distingue de otros de su tipo por contar la historia de esta corriente particular.

## Exposición

### Áreas de exhibición
- Fundamentos del judaísmo
- Vida y festividades
- Oración y luto
- Los judíos en Wurzburgo
- Lápidas de la Edad Media

### Descripción
A través de sus colecciones, el museo presenta el proceso de revelación que se expresa repetidamente en la Halajá, y muestra los detalles del trabajo del sofer no solo en la transcripción de los rollos de la Torá, sino también de las mezuzot (pequeños rollos de pergamino adheridos a los dinteles de las puertas) y de los tefilín (filacterias con cápsulas de oración).
El museo ha recuperado y preservado un total de 1456 lápidas judías y fragmentos de lápidas del período comprendido entre 1147 y 1346, con un peso total de alrededor de 72 toneladas. La mayoría de piezas fueron reunidas en 1987. Esta selección se exhibe en una sala dedicada, separada de la sala principal por una puerta de vidrio. Algunas de las piezas incluyen una explicación detallada sobre su origen y naturaleza.